# Giuseppe Bonito
Giuseppe Bonito (Castellammare di Stabia, 1º novembre 1707 – Napoli, 19 maggio 1789) è stato un pittore italiano del periodo rococò.

## Biografia

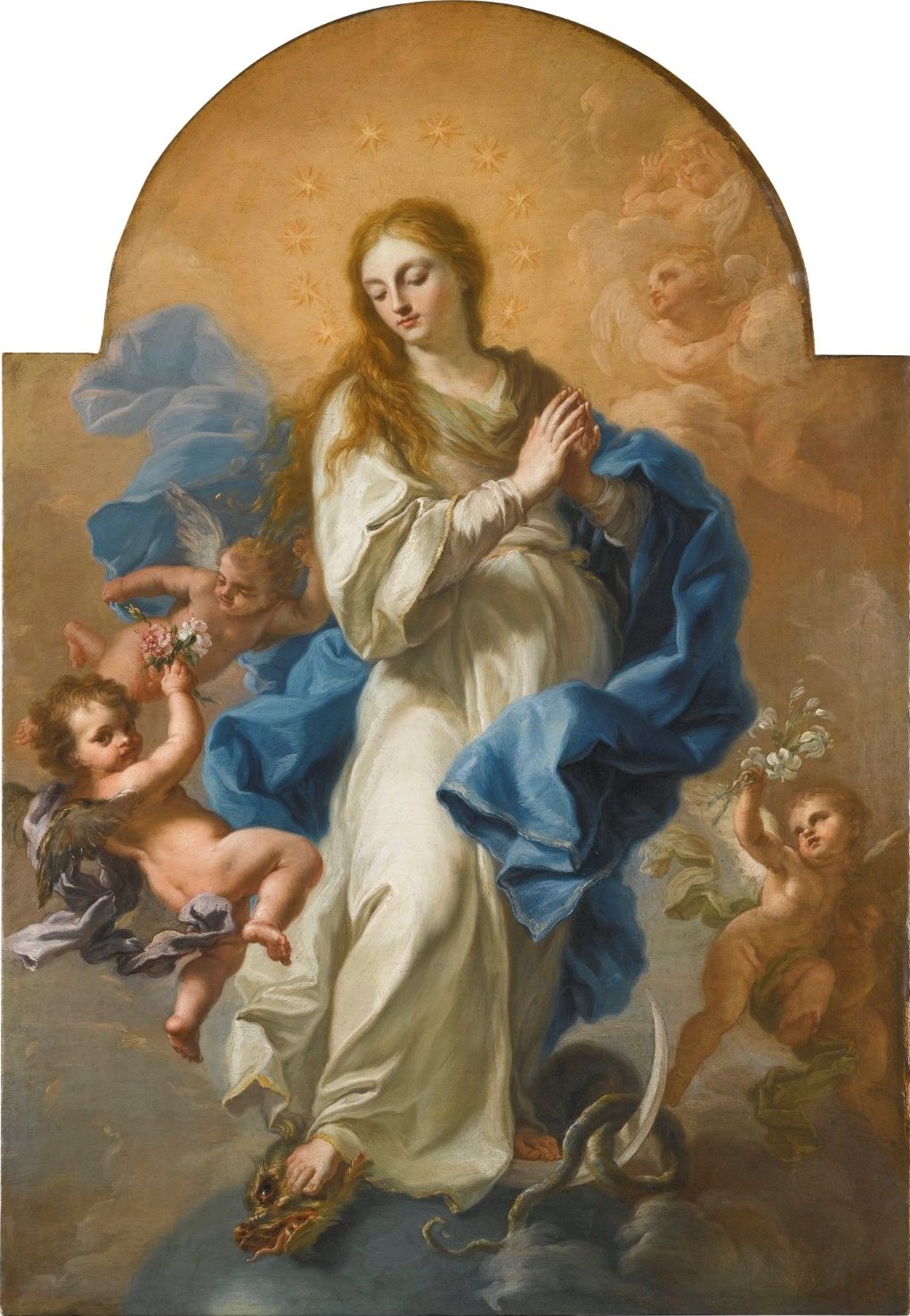
L'Immacolata Concezione, Cappella palatina della Reggia di Caserta

Fu uno dei maggiori pittori di genere napoletani, le sue numerosissime tele di carattere popolaresco ne fanno uno dei migliori rappresentanti del genere, forse il più importante dell'Italia meridionale del Settecento.
Ebbe molto riscontro tanto che alcune tele di altri pittori suoi contemporanei e conterranei gli furono per lungo tempo attribuite.
Il caso più eclatante fu quello del napoletano Gaspare Traversi al quale soltanto nel Novecento, grazie agli studi dello storico dell'arte Roberto Longhi, fu riconosciuta la paternità dell'intera sua opera fino a quel momento attribuita a Bonito.
Fu allievo di Francesco Solimena, pittore tardo barocco di grandi pale d'altare, Bonito imparò dal suo maestro l'uso dei chiaroscuri che applicò in maniera personale sia ai grandi quadri di tema religioso sia ai piccoli quadri di genere popolare. Bonito rappresentò la sua città, anche negli aspetti più folcloristici e ovvi, con la presenza di "scugnizzi" e l'immancabile Pulcinella, ma la sua pittura non fu moraleggiante o dai significati oscuri; quanto un ritratto, alle volte edulcorato altre volte spietato, della sua città e del suo tempo.

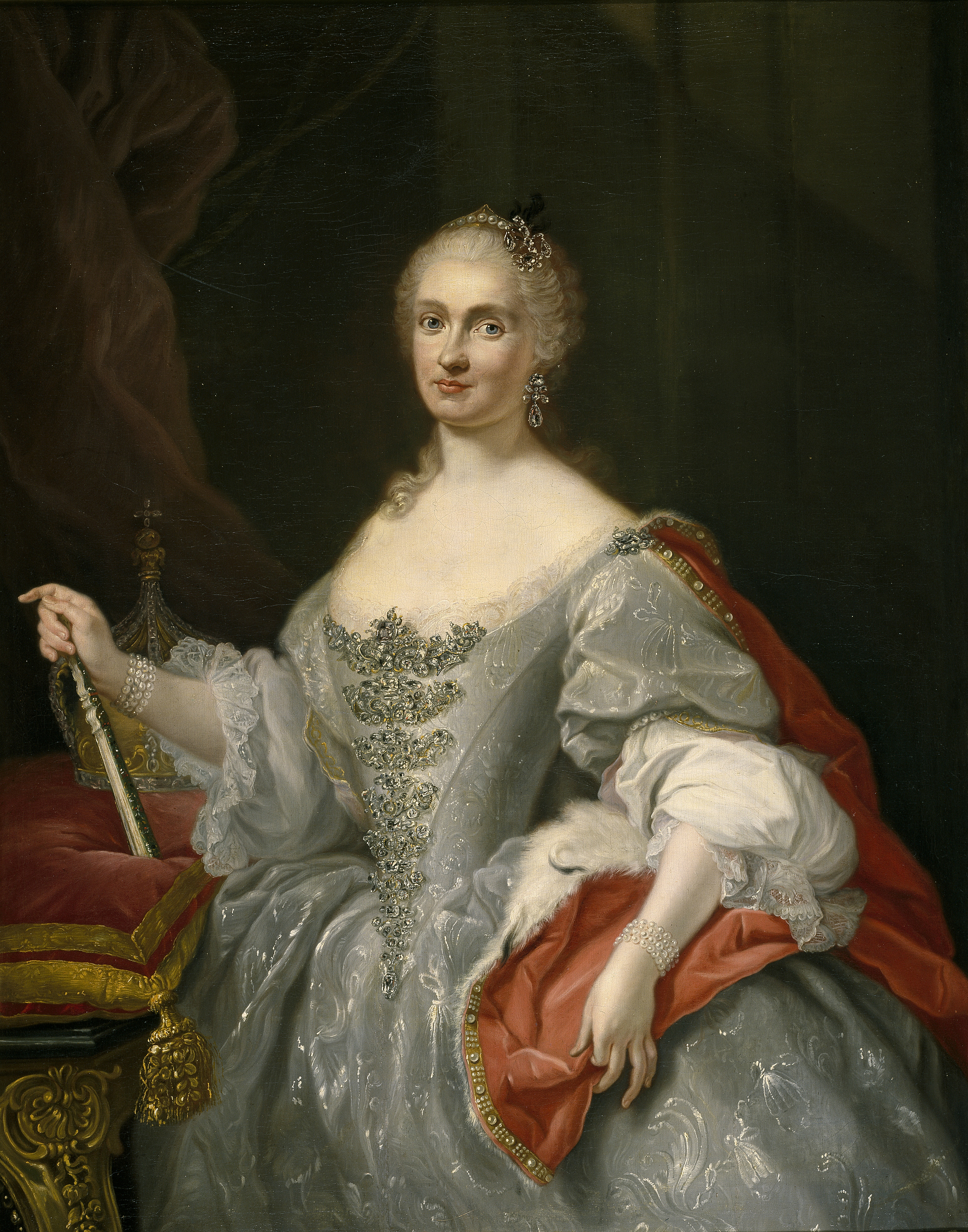
Ritratto di Maria Amalia di Sassonia, Museo del Prado, Madrid

Tra il 1736 e il 1742 Bonito lavorò per i Borboni per la decorazione a fresco della Reggia di Portici.
Come ritrattista fu molto ricercato dalla nobiltà napoletana: celebre il ritratto di Maria Amalia di Sassonia, moglie del re di Napoli Carlo di Borbone.
Una delle sue ultime opere, L'Immacolata Concezione del 1789, fu dipinta da Bonito per la Cappella Palatina della Reggia di Caserta. Guidò una sua bottega dalla quale emersero pittori come Angelo Mozzillo e Benedetto Torre.

## Opere

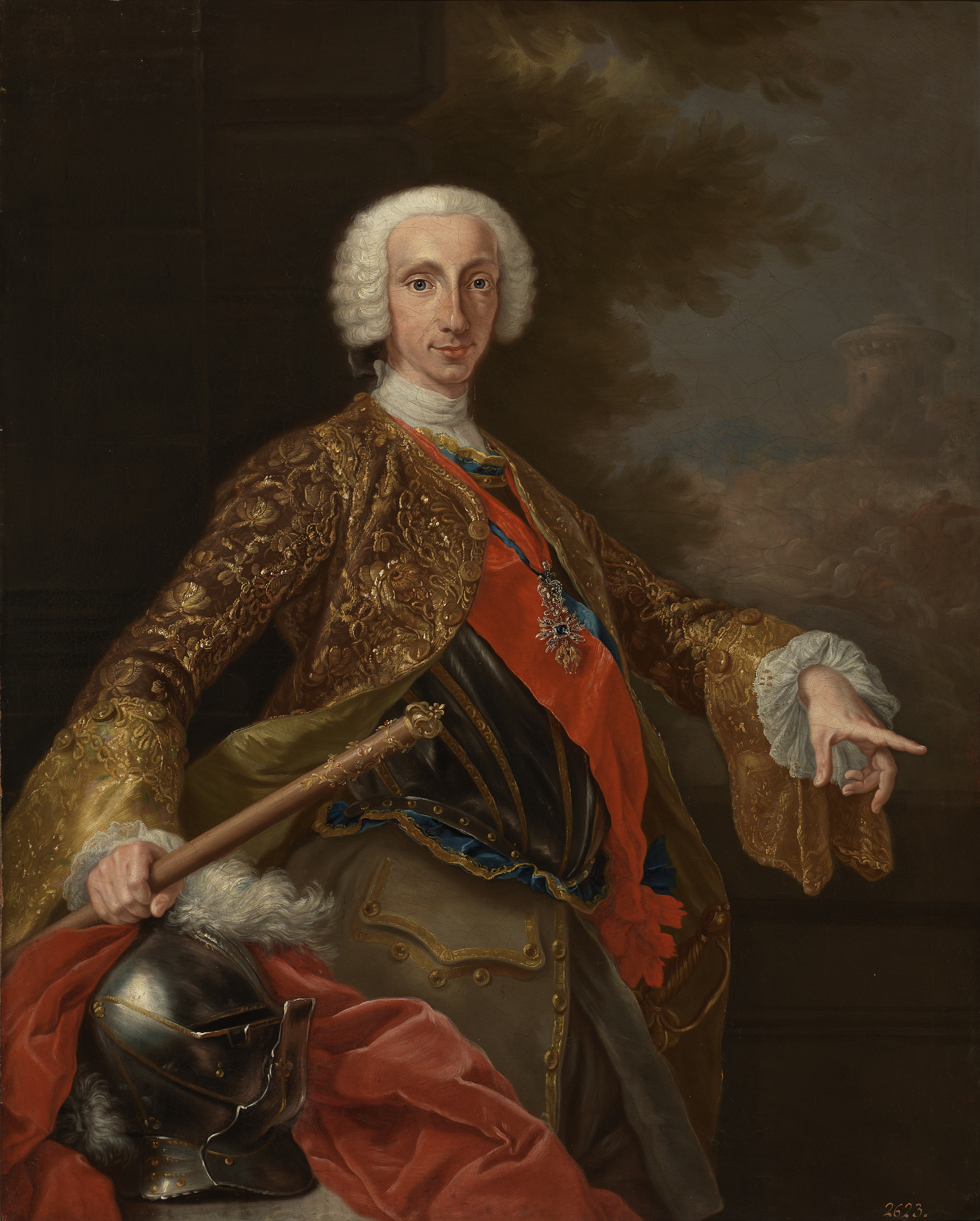
Ritratto di Carlo di Borbone, re delle Due Sicilie, 1745, Museo del Prado, Madrid

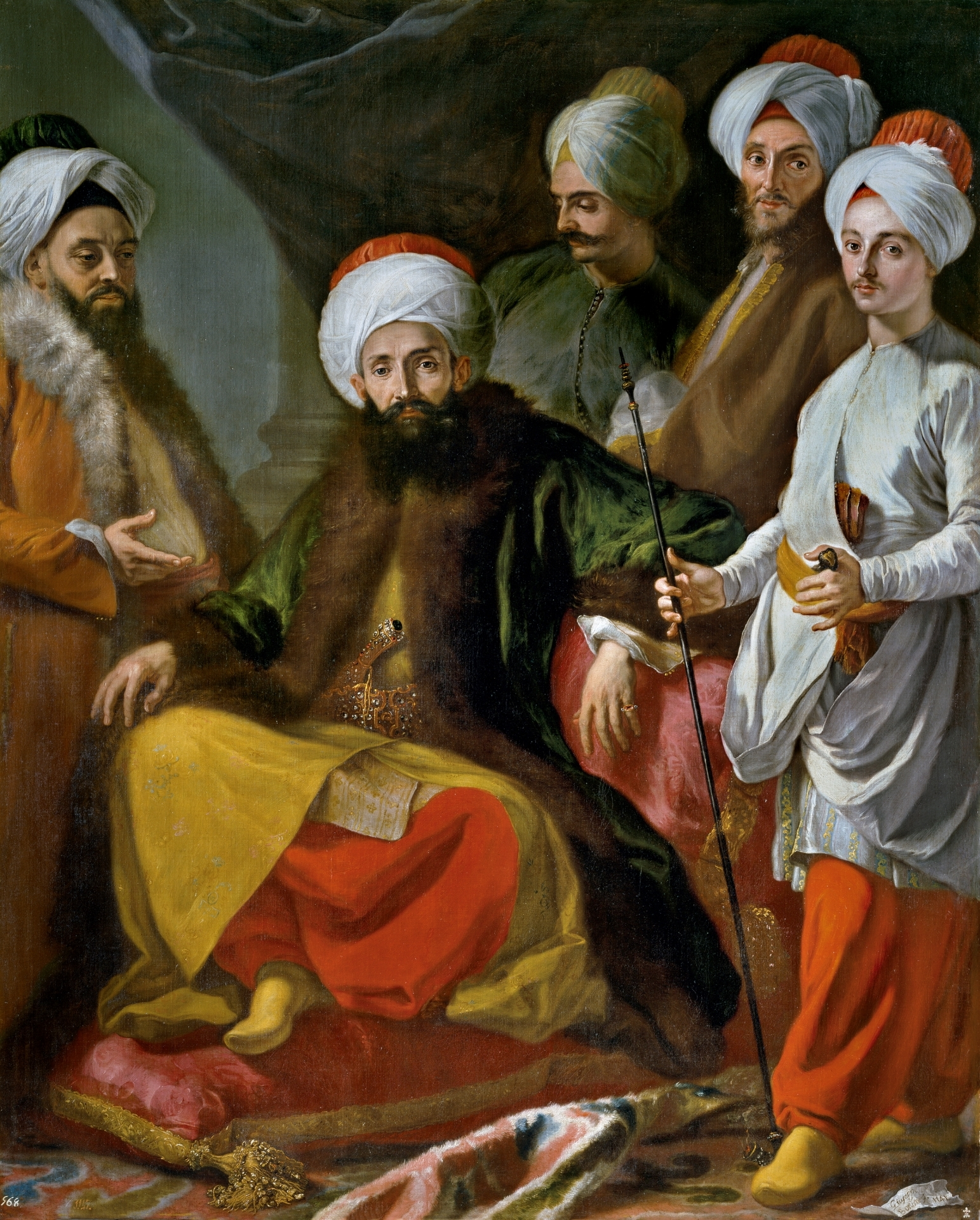
L'ambasciata turca a Napoli, 1741, Museo del Prado, Madrid

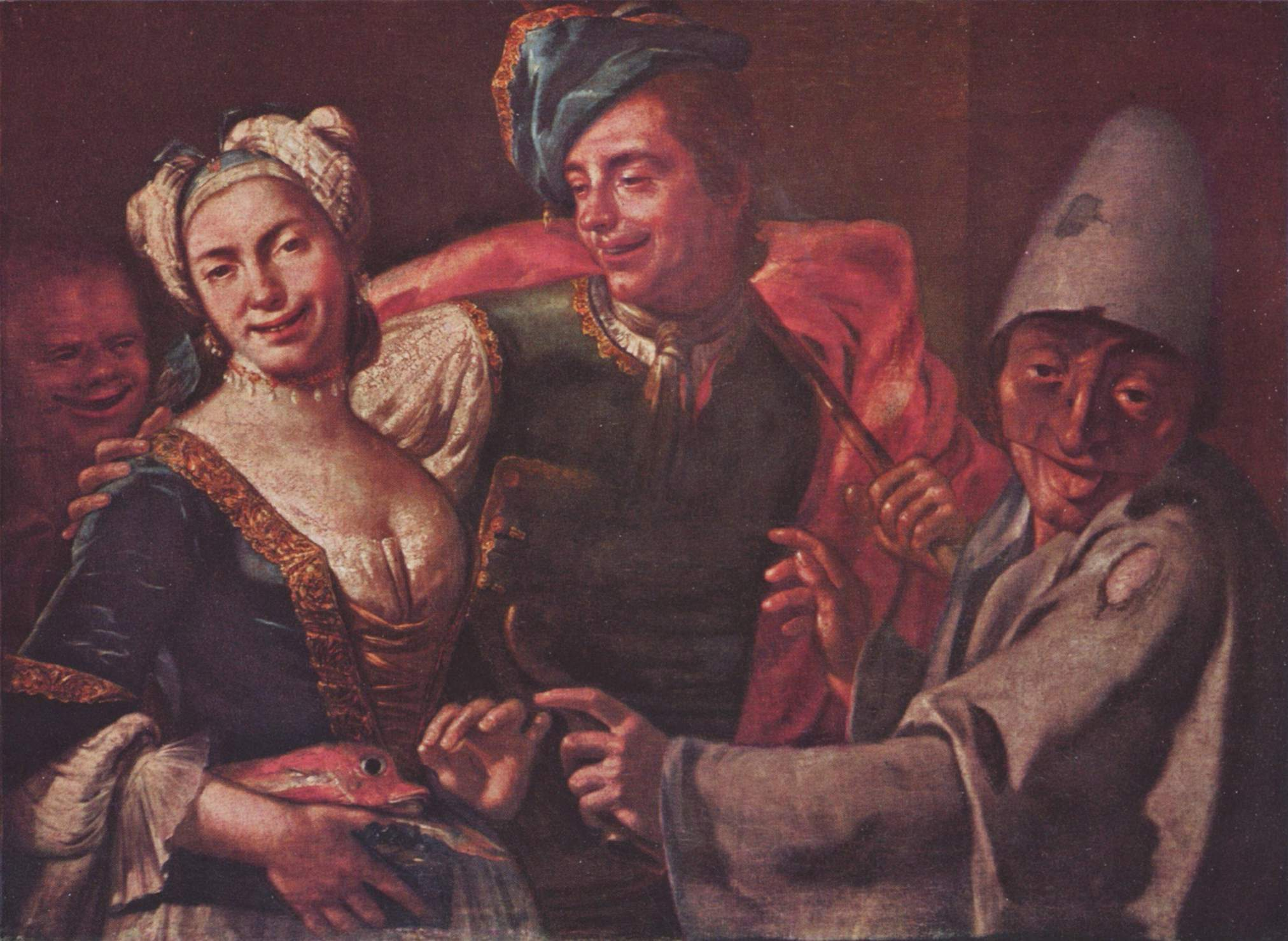
Scena di genere con personaggi carnevaleschi, tra cui un Pulcinella, Museo Nazionale di Capodimonte, Napoli

- Ritratto di giovane ragazza, 1745, Musée d'art et d'histoire de Narbonne, Narbonne
- San Carlo Borromeo e San Giovanni Nepomuceno, Basilica di San Paolo Maggiore, Napoli
- Palazzo Reale di El Pardo:
  - Ritratto dell'infanta Maria Isabella, 1748
  - Infante Carlo Antonio come Ercole bambino, 1750
- Palazzo Reale di Madrid
  - Ritratto dell'infante Ferdinando di Borbone come Marte
  - Ritratto di Maria Carolina d'Austria
  - Ritratto dell'infanta Maria Giuseppina, 1748
- Museo del Prado:
  - L'ambasciata turca a Napoli, 1741
  - Ritratto di Maria Amalia di Sassonia, 1745
  - Ritratto di Carlo di Borbone, re delle Due Sicilie, 1745
  - Ritratto di Leopoldo de Gregorio, marchese di Squillace, 1759
- Reggia di Caserta:
  - Ritratto dei figli di Carlo di Borbone: Carlo, Maria Luisa e Francesco Saverio, intorno al 1750-1799
  - Ritratto dei principi Ferdinando e Gabriele di Borbone, 1759
  - Ritratto dei principi Filippo Pasquale e Carlo Antonio di Borbone con la pianta di una fortezza, 1759
  - Ritratto dei principi Francesco Saverio e Antonio Pasquale di Borbone con cane e tamburello, 1759
- L'Immacolata Concezione, Cappella palatina della Reggia di Caserta
- Ritratto di Maria Amalia di Sassonia come Regina di Napoli, Museo Campano, Capua
- Ritratto di Ferdinando IV, 1751-1825, re di Napoli e Sicilia, 1788, castello di Gripsholm, Mariefred
- Ritratto (presunto) di Maria Carolina d'Austria e della figlia Maria Teresa di Napoli e Sicilia, 1772-1773, Museo Cerralbo, Madrid
- Ritratto di una donna con il suo bambino, Musée des Beaux-Arts de Béziers, Béziers
- Consegna delle chiavi, concattedrale di Santissima Maria Assunta e San Catello, Castellammare di Stabia
- Cacciatori e villanelle, 1740-45, Museo Nazionale di Capodimonte, Napoli
- Scena di genere con personaggi carnevaleschi, tra cui un Pulcinella, Museo Nazionale di Capodimonte, Napoli
- Ritratto di bambino con sonaglio, Museo Granet, Aix-en-Provence
- Ferdinando IV, 1751-1825, re di Napoli e Sicilia, 1788, Nationalmuseum, Stoccolma
- Autoritratto, Galleria degli Uffizi, Firenze
- Gesù Bambino, olio su tavola, 23,5x19 cm, Galleria dell'Accademia di Napoli;
- Ritratto del cardinale Niccolò Antonelli da Senigallia, olio su tela, 150x200 cm, Galleria dell'Accademia di Napoli[1].
- Madonna con il Bambino e San Giovannino, olio su tela, Arciconfraternita di San Giuseppe dei Nudi